# 恩斯特·奧古斯特 (什勒斯維希-霍爾斯坦-森訥堡-奧古斯滕堡)
恩斯特·奧古斯特（丹麥語：Ernst August，1660年10月30日—1731年3月12日），什勒斯維希-霍爾斯坦-森訥堡-奧古斯滕堡公爵，恩斯特·金特的次子，1692年至1731年在位。
1695年，恩斯特·奧古斯特與維恩貝格的瑪麗亞·特蕾莎（Maria Theresia of Weinberg）結婚，兩人沒有子女。1731年恩斯特·奧古斯特去世，由姪子克里斯蒂安·奧古斯特繼位。